# Brachystephanus
- Commons
- Wikispecies

Brachystephanus Nees, segundo o Sistema APG II, é um gênero botânico da família Acanthaceae, natural da África e Madagascar.

## Espécies
| - Brachystephanus africanus - Brachystephanus bequaerti - Brachystephanus coeruleus - Brachystephanus cuspidatus - Brachystephanus densiflorus - Brachystephanus glaberrimus - Brachystephanus holstii - Brachystephanus jaundensis - Brachystephanus longiflorus | - Brachystephanus lyallii - Brachystephanus mannii - Brachystephanus myrmecophilus - Brachystephanus nemoralis - Brachystephanus nimbae - Brachystephanus occidentalis - Brachystephanus velutinus - Brachystephanus yaudensis |

- «Lista completa»

## Nome e referências
Brachystephanus Nees , 1847

## Classificação do gênero
| Sistema | Classificação                       | Referência            |
| ------- | ----------------------------------- | --------------------- |
| APG II  | Ordem Lamiales, família Acanthaceae | APweb, versão 9, 2008 |